# Мокроусово (Башкортостан)
Мокроусово (баш. Мокроусов) — деревня в составе городского округа город Уфа, находящаяся в Искинском сельсовете, подчинённом Кировскому району.
Находится возле Оренбургской железнодорожной ветки КБШЖД, а также в 300 метрах от автодороги Р-240 Уфа — Оренбург. В деревне расположена железнодорожная станция Уршак. Напротив Мокроусова находится посёлок станции Уршак. С севера граничит с Деревней Геофизиков. У восточной границы деревни расположено озеро Кривое. Немного дальше находится озера Долгое и озеро Корсацкое. А также есть маленький ручеек Кузяк который впадает в озеро Долгое. С деревней Мокроусово граничат СНТ "Белый аист", СНТ "Дубраво-Радио". .

## Население
:
| Год | 1885 | 1906 | 1920 | 1939 | 1959 | 1989 | 2002 | 2010 | 2023 | Жителей | 63 | 108 | 154 | 202 | 132 | 207 | 209 | 228 |

В 2002 постоянных жителей 209 чел. (60 % русские).

## История
Деревня известна с 1782 года. Изначально называлась Степановкой.
Включена в составе Искинского сельсовета в границы города Уфы 17 апреля 1992 г. (постановление Совета Министров Республики Башкортостан от 17 апреля 1992 года № 100 «О передаче хозяйств Уфимского района в административные границы г. Уфы, предоставлении земель для коллективного садоводства и индивидуального жилищного строительства» (в ред. от 19.10. 1992 № 347).

## Улицы
- Мокроусовская ул.:
- Мокроусовский пер.;
- Новая ул.;